# FCW Divas Championship
El FCW Divas Championship o Campionat de Dives de la FCW és un campionat de lluita lliure professional de l'empresa Florida Championship Wrestling (FCW). El títol és exclusivament defensat per dones.

## Història
La primera campiona de la història es va determinar per un torneig de vuit lluitadores. La primera lluitadora que es va coronar va ser Naomi Night, qui va guanyar el títol quan va derrotar a Serena en la final del 10 de juny de 2010.
|  | Quarts de final | Quarts de final | Quarts de final |             |             | Semifinals | Semifinals | Semifinals |  |  | Final | Final  | Final |
|  |                 |                 |                 |             |             |            |            |            |  |  |       |        |       |
|  | 1               | Serena          | Pin             |             |             |            |            |            |  |  |       |        |       |
|  | 2               | Aksana          |                 |             |             |            |            |            |  |  |       |        |       |
|  | 2               | Aksana          |                 | 1           | Serena      | Pin        |            |            |  |  |       |        |       |
|  |                 |                 |                 | 1           | Serena      | Pin        |            |            |  |  |       |        |       |
|  |                 | 3               | AJ Lee          |             |             |            |            |            |  |  |       |        |       |
|  | 3               | 3               | AJ Lee          | AJ Lee      | Pin         |            |            |            |  |  |       |        |       |
|  | 3               |                 |                 | AJ Lee      | Pin         |            |            |            |  |  |       |        |       |
|  | 4               | Tamina          |                 |             |             |            |            |            |  |  |       |        |       |
|  |                 |                 |                 |             |             |            |            |            |  |  | 1     | Serena |       |
|  |                 |                 | 7               | Naomi Night | Pin         |            |            |            |  |  |       |        |       |
|  | 5               | Savannah        | Pin             |             |             |            |            |            |  |  |       |        |       |
|  | 6               | Jamie Keyes     |                 |             |             |            |            |            |  |  |       |        |       |
|  | 6               | Jamie Keyes     |                 | 5           | Savannah    |            |            |            |  |  |       |        |       |
|  |                 |                 |                 | 5           | Savannah    |            |            |            |  |  |       |        |       |
|  |                 | 7               | Naomi Night     | Pin         |             |            |            |            |  |  |       |        |       |
|  | 7               | 7               | Naomi Night     | Pin         | Naomi Night | Pin        |            |            |  |  |       |        |       |
|  | 7               |                 |                 |             | Naomi Night | Pin        |            |            |  |  |       |        |       |
|  | 8               | Liviana         |                 |             |             |            |            |            |  |  |       |        |       |

## Campiona actual
La campiona actual és Raquel Diaz, que està en el seu primer regnat. Va guanyar el títol després de derrotar a l'excampiona Audrey Marie el 15 de desembre de 2011 a la Florida Championship Wrestling TV.

## Llista de campiones
|   | Lluitadora   | Regnat Nº | Data                   | Duració         | Show   | Notes                                                                 |
| - | ------------ | --------- | ---------------------- | --------------- | ------ | --------------------------------------------------------------------- |
| 1 | Naomi Night  | 1         | 10 de juny de 2010     | 189             | FCW TV | Primera campiona de la història                                       |
| 2 | A.J          | 1         | 16 de desembre de 2010 | 112             | FCW TV | Primera lluitadora en aconseguir ambdós campionats femenins de la FCW |
| 3 | Aksana       | 1         | 7 d'abril de 2011      | 147             | FCW TV | Primera lluitadora en posseir ambos títols femenins successivament    |
| 4 | Audrey Marie | 1         | 1 de setembre de 2011  | 105             | FCW TV |                                                                       |
| 5 | Raquel Diaz  | 1         | 15 de desembre de 2011 | Campiona actual | FCW TV |                                                                       |